# Heliomata infulata
Heliomata infulata là một loài bướm đêm trong họ Geometridae.